# Белинский, Михаил Иванович
Михаи́л Ива́нович Били́нский (12 (24) июля 1883 — 17 ноября 1921) — мичман Императорского Российского флота (1916); с 1918 года — украинский военный и государственный деятель, старший лейтенант флота УНР (1919).

## Биография
Родился в Полтавской губернии, в семье православного священника происхождением из дворянского сословия. Окончил 2-ю Киевскую гимназию и Лазаревский институт восточных языков в Москве.
По окончании института подлежал призыву на действительную военную службу. В службу вступил в 1906 году добровольно, вольноопределяющимся 1-го разряда, и был причислен к флотскому экипажу Балтийского флота (в Санкт-Петербурге).
В июле 1906 года, во время внутреннего плавания на учебном судне «Рига» в Балтийском море, на судне, одновременно с восстанием на крейсере «Память Азова», возник матросский бунт, — бунтовщики овладели оружием, угрожали офицерам. Вольноопределяющийся Билинский, обучавшийся на судне, принял активное участие в усмирении бунтовщиков, за что впоследствии был награждён серебряной медалью «За храбрость» на Георгиевской ленте.
Действительную службу продолжал юнкером флота на Балтике, в 1908 году оставлен на сверхсрочную службу. 12.09.1908, выдержав соответствующий экзамен, произведен в подпоручики, с зачислением по Адмиралтейству. До конца 1910 года служил во 2-м Балтийском флотском экипаже (в С.-Петербурге), затем был переведен в 3-ю пограничную Аренсбургскую бригаду ОКПС (город Аренсбург на острове Эзель в Балтийском море), с переименованием в корнеты, и в 1911 году уволен от военной службы, с зачислением в запас флота в чине подпоручика. В дальнейшем служил чиновником по гражданскому ведомству в системе Министерства финансов.
Участник Первой мировой войны. По всеобщей мобилизации был призван на службу во 2-й Балтийский флотский экипаж. Командовал ротой новобранцев. 22.03.1915, за отлично-ревностную службу и особые труды, вызванные обстоятельствами войны, был произведен в поручики по Адмиралтейству, со старшинством в чине поручика — с 01.01.1915. Был назначен помощником командира 2-го Балтийского флотского экипажа.
31.10.1916 переведен в состав обер-офицеров флота, с переименованием в мичманы, и до конца своей службы в дореволюционном российском флоте был в чине мичмана.

### Украинский военный и государственный деятель
После Февральской революции 1917 года принимал участие в украинском национальном движении на Балтийском флоте, в Петрограде. После Октябрьской революции и прихода к власти большевиков, в декабре 1917 года прибыл в Киев, в столицу провозглашённой Украинской народной республики, и принял активное участие в становлении республики. Был назначен директором контрольного департамента Секретариата морских дел Центральной Рады.
С апреля 1918 года — начальник Главного военно-морского хозяйственного управления Морского министерства УНР, затем — Украинской державы гетмана Скоропадского. Входил в состав украинской делегации на мирных переговорах с Советской Россией. Был произведен в лейтенанты украинского флота. Вступил в партию социалистов-самостийников, стал активным участником подготовки восстания против гетмана.
После создания правительства Директории УНР был в нём исполняющим обязанности Морского министра (с 25 декабря 1918 года). Произведен в старшие лейтенанты флота. Во время его пребывания на этом посту были приняты законы «О флоте», «О гардемаринской школе» (созданной в Николаеве, затем переведённой в Каменец-Подольский), «Об организации Военно-морских сил Украины на побережье Чёрного моря», утверждена структура морского министерства и Морского Генерального штаба. Находившиеся в Николаеве корабли Черноморского флота 25 января 1919 года официально получили украинские названия (после утраты над ними контроля УНР в феврале 1919 были вновь переименованы). Его коллега Святослав Шрамченко отмечал энергичность, честность и государственное мышление Билинского.
24 апреля 1919 года из-за разногласий социалистов-самостийников с более левыми политическими силами, доминировавшими в новом правительстве Мартоса, ушёл в отставку.
С 22 мая 1919 года — начальник дивизии морской пехоты армии УНР, сформированной из бывших моряков — граждан УНР и Западно-Украинской народной республики (ЗУНР), в том числе служивших на Адриатике во флоте Австро-Венгрии, и сплавщиков леса по рекам Прикарпатья. Из них был создан 1-й Гуцульский полк морской пехоты.
С 10 октября 1919 года — начальник Морского Генерального штаба УНР. С мая 1920 года — министр внутренних дел УНР. В 1920 году продолжал находиться в армии, в составе своей дивизией. В конце 1920 года был интернирован в польских лагерях.
С октября 1921 года — член штаба «украинской повстанческой армии» генерала Тютюнника и в этом качестве в ноябре 1921 года участвовал в партизанском рейде на территорию Украины, занятую Красной армией, известном как «Второй Зимний поход армии УНР» (был в составе 1-й бригады Киевской дивизии Волынской группы, сформированной преимущественно из бывших морских пехотинцев армии УНР). При переправе через реку Тетерев в бою с красноармейцами конной дивизии Котовского был ранен, но остался в строю.
Участвовал в последнем бою с «котовцами» у села Малые Миньки (близ местечка Базар, ныне — Житомирской области). Не желая сдаваться в плен, покончил жизнь самоубийством, подорвавшись на гранате.

## Награды
- Медаль «За храбрость» (серебряная, бесстепенная, на Георгиевской ленте; 1906)[2]
- Медаль «В память 300-летия царствования дома Романовых» (1913)
- Орден Святого Станислава 3-й степени (1915)
- Орден Святой Анны 3-й степени (10.04.1916)[2]

## Комментарии
1. ↑  В списках офицеров Морского ведомства Российской империи значился под фамилией Билинский.
2. ↑  В конце 1914 года Билинский имел чин подпоручика по Адмиралтейству, со старшинством в чине, с учётом пребывания в запасе, — с 20.04.1911.